# Plectris gracilicornis
Plectris gracilicornis är en skalbaggsart som beskrevs av Moser 1918. Plectris gracilicornis ingår i släktet Plectris och familjen Melolonthidae. Inga underarter finns listade i Catalogue of Life.